# Arroyo Vallosera
El arroyo de Vallosera es un afluente del río Jarama, situado en el Sistema Central español, en la provincia de Guadalajara. Nace cerca de La Vihuela, en el término municipal de El Cardoso de la Sierra, en la loma de la Peña, entre el Pinhierro, con altitud de 1692 m s. n. m., y la Cabeza del Viejo, con una altitud de 1698 m s. n. m.
En el término de La Vihuela, recibe las aguas de los arroyos del Pinhierro, del Acirate, de la Garganta, del Horcajuela y del Pedregosa. Ya en término de La Vereda, municipio de Campillo de Ranas, tiene como afluentes a los arroyos del Pajarejo, del Tejoso, de las Cabañas, del Collado, del Arroyo Abajo, del Cerezo, de los Nogales o Sierra Elvira y del arroyo del Cabecito.
En todo su cauce discurre encajonado entre formaciones pizarrosas de carácter abrupto, tales como el recorvo de las Pilas de las Covachas o la Pozalloso, en término de La Vereda, y la Peña Bandoria, ya junto al cerro donde se sitúa la iglesia de Santa María del Vado y donde desemboca en el embalse de El Vado.
En su desarrollo se encuentran diversos pontones para su paso, como son el pontón del Vellío, el pontón de la Tejuela, el pontón de las Cortes (junto al arroyo Abajo), el puente de La Vereda (junto al arroyo de los Nogales o Sierra Elvira) y el pontón de la Rezuela.
El nombre del arroyo de Vallosera o Ballosera, se encuentra ya en los Libros de Cuentas del Concejo de El Vado, del siglo XVI, donde se indicaba el arriendo de la pesca de dicho arroyo, así como el mantenimiento que requería la puente de La Vereda, que cruza el arroyo Vallosera en el discurrir del camino entre La Vereda y Valdesotos.
Se traduce su nombre como "valle de los osos".
En el "Libro de Montería del rey Alfonso XI" (1311-1350), aparece como "Foz de Val Osera", en una descripción de la caza de dos osos junto a la "Casa de la Cerrada", en el monte de la "Tornera" y el "Enzinoso".

## Cartografía
- Hoja MTN50 0459. Tamajón. 2006. Instituto Geográfico Nacional.